# ダイハツ・クオーレ
クオーレ（Cuore）は、ダイハツ工業が生産・販売した軽自動車である。

## 概要
それまでのフェローMAXを新しい軽自動車規格に対応、ボディを拡大したリメイク的なモデルとして「MAXクオーレ」の名で登場。車名が「クオーレ」となった2世代目からは乗用車モデルのみの設定となり、ミラ（当初はミラ・クオーレ）が商用モデルの姉妹車として設定された。その後当時の税制上有利だったミラの方が売れたことで、日本国内では3世代目のモデル末期、1989年にミラに統合された。
日本においてクオーレの商標が廃止された後は、欧州向けの輸出車として商標が継続された。日本国内向けのミラセダンとほぼ同型の車体に850ccや1000ccのエンジンを載せ、ダイハツが欧州での販売から撤退した2013年1月末まで販売された。
ミラ系のモデルはマレーシア・プロドゥア社が現地名で現地生産しているが、「クオーレ」名のモデルについてはパキスタンでL500系モデルが現地生産された以外、欧州向けに関しては最後まで日本からの輸出であった。

## 初代 L40S系 MAXクオーレ（1977年 - 1980年）
1977年7月、「MAXクオーレ」（マックスクオーレ、Max Cuore）発売。フェローMAX（1970年発売）のリメイク的モデルとして、ボディを軽自動車の新規格（1976年1月施行）に対応するべく拡大したビッグマイナーチェンジ版である。
軽自動車新規格への対応については、1976年5月のマイナーチェンジでエンジンは2サイクル360ccから4サイクル550ccに変更・拡大したが、車体は360cc規格のままであった（バンパーのみ拡大強化された）。MAXクオーレはボディ幅を100mm拡大、これによりボディ・エンジンとも新規格への対応を果たした。シャシー面では拡幅に伴いトレッドが広がった他は、ホイールベースやサスペンション形式に変更はない。エンジンも前年登場の物を引き継いでいる。
形式はセダンがC-L40、バンがH-L40Vである。ラインナップは2ドアセダン（STD/DX/カスタム）、4ドアセダン（DX/カスタム/ハイカスタム）、3ドアバン（STD/DX/スーパーDX）の3種。エンジンはAB型2気筒4サイクル。547cc、28馬力である。CMキャラクターは小鹿ミキ。
1979年3月 マイナーチェンジ。セダンは53年排出ガス規制適合でE-L40、バンは54年排出ガス規制適合でJ-L40Vとなる。最高出力は31馬力に向上。
1980年7月 販売終了。MAXクオーレの生産台数は14万4241台。フェローMAXから通算で10年販売された長寿モデルとなった。後継車はセダンが「クオーレ(2代目)」（Cuore）、バンが「ミラクオーレ」である。

## 2代目 L55S系（1980年 - 1985年）
1980年7月にフルモデルチェンジを受け、独立したモデルとして「クオーレ」となる。ボディタイプは3ドアハッチバックとリアガラスハッチドアを備えた4ドアファストバックセダンの2種類。エンジンは2気筒のAB型。
この時に商用モデルの姉妹車「ミラ クオーレ (Mira Cuore) 」が誕生する。ミラクオーレ（1982年5月以降はミラに車名変更）は商用車（軽ボンネットバン）であるゆえに物品税が免除されるなど有利だったことから、乗用モデルのクオーレよりはるかに上の台数が販売された。
- 1980年7月 フルモデルチェンジで「クオーレ」登場。グレードは3ドア車がMO/MG。4ドア車がMG/MGE/MGL。「イージードライブ」と呼ばれるオートクラッチの設定もあった。
- 1982年5月　マイナーチェンジ。145SR10ラジアルタイヤとトリップメーターを装備するスポーティ仕様の3ドアMGX、および5速MT仕様（4ドアMGLと3ドアMGX）をそれぞれ追加。メーターパネルの意匠変更のほか、オートクラッチは2速フルATに改良。
- 1983年5月　ドアミラー車追加。
- 1983年10月　メーカーオプションとして10インチのフロントディスクブレーキの装着が全車において追加設定。

ミラに設定されたターボ車と4WD車は、最後まで設定されなかった。

## 3代目 L70S系（1985年 - 1989年）
1985年にフルモデルチェンジ。エンジンは新開発の直列3気筒SOHC・EB型を搭載、インタークーラーターボエンジンもラインナップされた。ボディは3ドアまたは5ドアのハッチバック。
先代に続きミラは商用版の姉妹車としてラインアップされ、先代同様販売に関しては一部税金免除がある商用車であるミラに主役の座を奪われてしまう。結果、日本国内ではモデル末期に車名がミラに統合された。
- 1985年8月 フルモデルチェンジ。
  - 直列3気筒SOHCエンジン（34馬力）とインタークーラーターボエンジン（52馬力）が搭載される。
  - グレードは3ドア車にTA/TC/TC-X。5ドア車にCA/CG/CX/ターボCR。
  - 初期は3ドアTC-Xと5ドアターボCR以外、前輪ブレーキはドラムブレーキでタイヤは10インチバイアスタイヤであった。
  - AT車の設定も3ドアTC、5ドアCG/CXとミラに比べると少なかった。
- 1986年4月 ミラとの差別化の意味で内装面を大幅に高級化した最上級モデルの「グラン」が追加される。このグレードは12インチラジアルタイヤ・リモコンドアミラー・フロントディスクブレーキを標準装備。4/5速MTと2速ATがチョイスできた。
- 1987年8月 マイナーチェンジ/フェイスリフトが行われる。
- 1987年9月 姉妹車のミラと共に、ダイハツ創立80周年を記念してエアコン付特別限定車「コティ80」が発売される。
- 1988年3月 パルコとのタイアップによる特別仕様車「パルコ」発売。「パルコ」仕様は同時にミラにも設定され、その後オプティ（初代）・ムーヴ（2代目）・YRVにも設定される。
- 1988年10月 一部変更。AT車が3速AT化、および安全装置を標準装備。5ドアCXと3ドアTCにフロントディスクブレーキと12インチラジアルタイヤが装着される。3ドアTC-XはTCに統合される形で廃止。
- 1989年4月、税制度改正で物品税の廃止と同時に消費税が導入され商用車の利点が減ったことで「クオーレ」のネームをすでに軽自動車の代名詞となっていた「ミラ」に統一することとなった。これにより日本国内でのクオーレの名称は12年の歴史に幕を閉じた。

この最後のマイナーチェンジで、3ドアセダンにもターボTRを追加。なお、セダンモデルのターボ車には最後までAT車の設定はなかった。

## 4代目 L200系（1990年 - 1994年）
3代目ミラの欧州輸出仕様。欧州輸出向けには「クオーレ」の名称が継続された。

## 5代目 L500系（1995年 - 1999年、パキスタン仕様: 2000年 - 2012年）
4代目ミラの欧州向け輸出仕様。
また、このモデルは2000年から2012年まで、パキスタンのインダス・モーター・カンパニーによって「クオーレ」名で現地生産および販売された。

## 6代目 L700系（1999年 - 2003年）
5代目ミラの欧州向け輸出仕様。
なお、日本国内では2002年から2004年までミラジーノ1000として、輸出向けと同じ1000ccエンジン搭載モデルが外観をミラジーノ仕様に変えて販売されている。

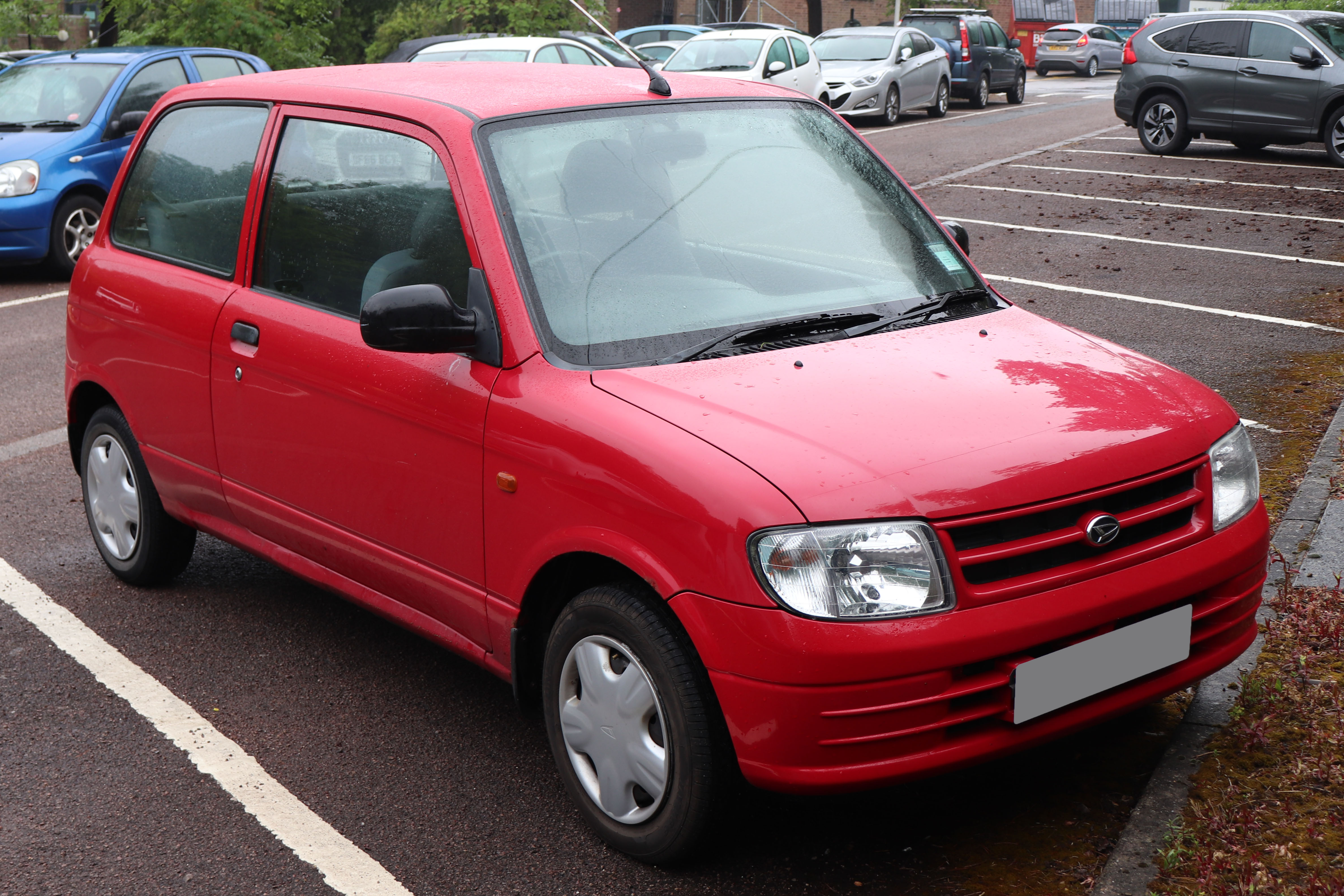
前期型 3ドア 1.0（フロント）
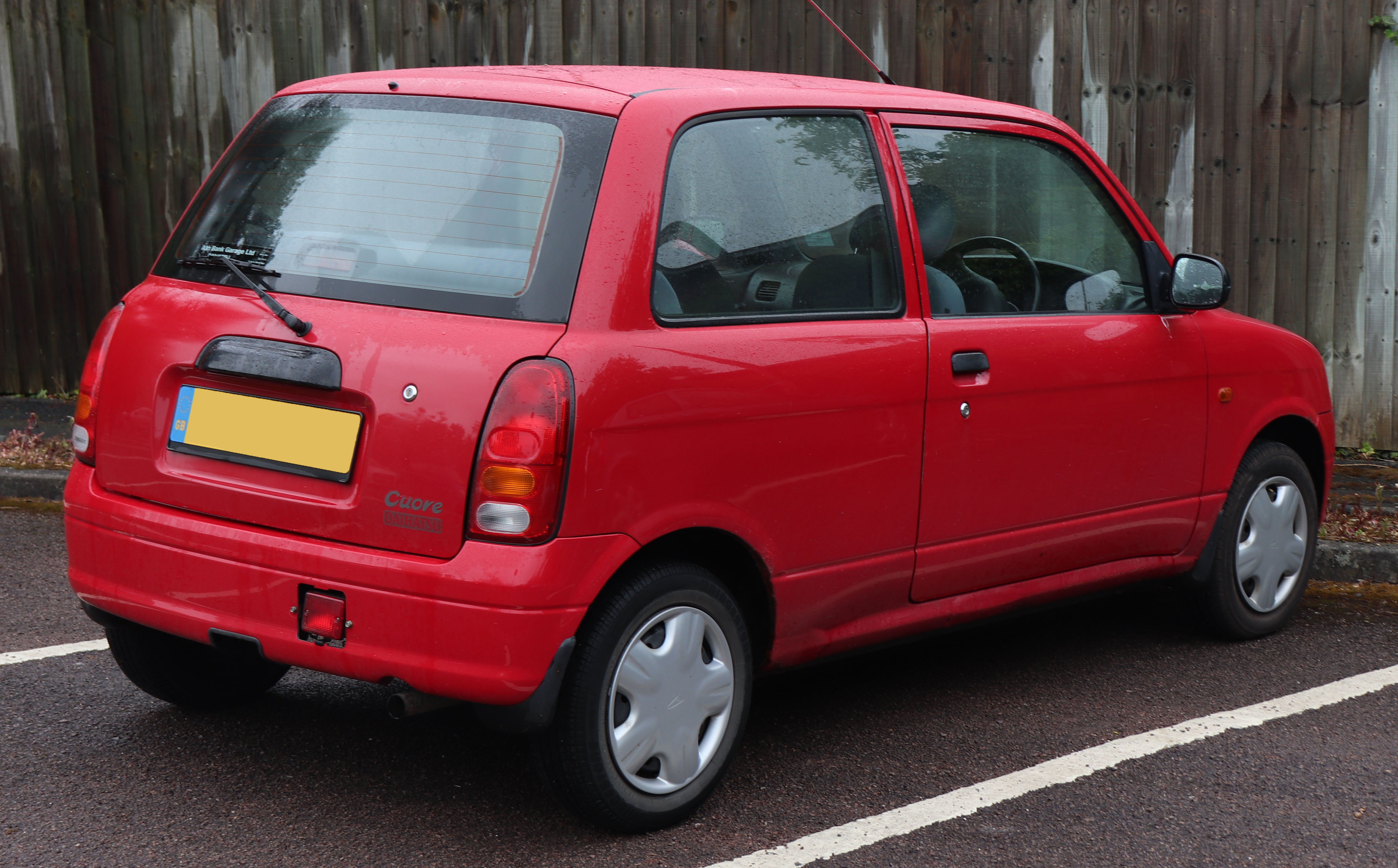
前期型 3ドア 1.0（リア）
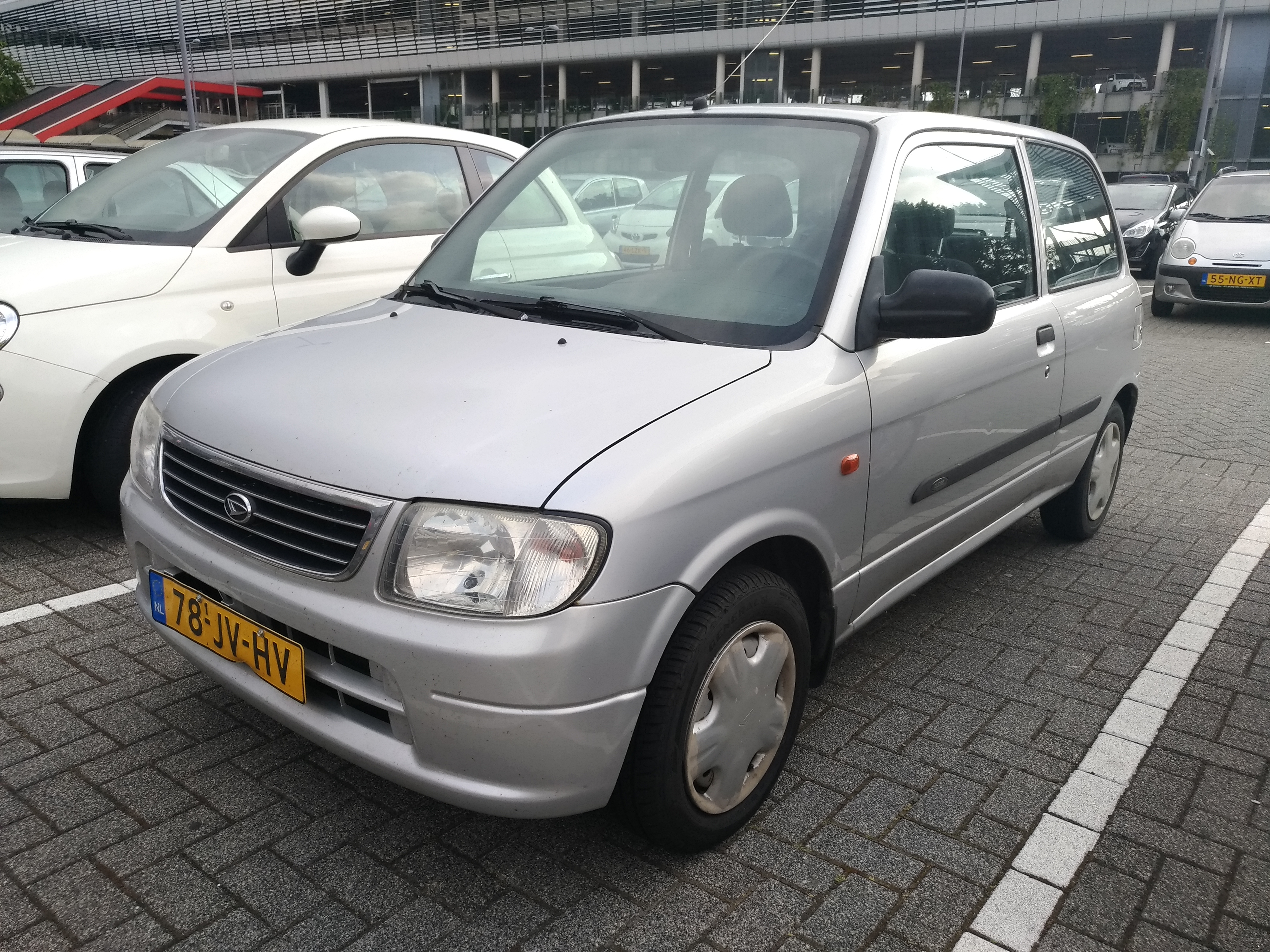
後期型 3ドア（フロント）
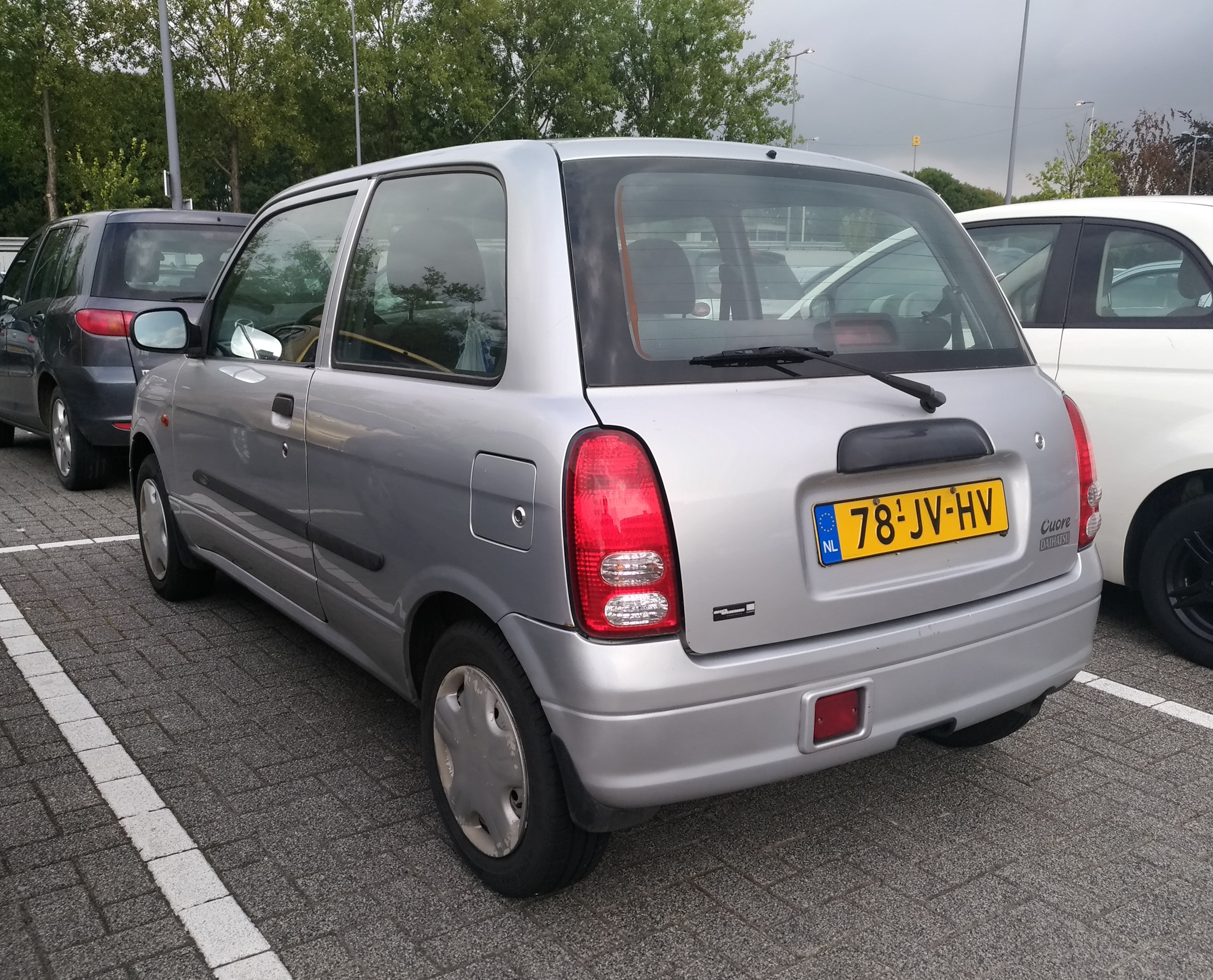
後期型 3ドア（リア）

## 7代目 L251型（2003年 - 2007年）
6代目ミラの欧州向け輸出仕様。

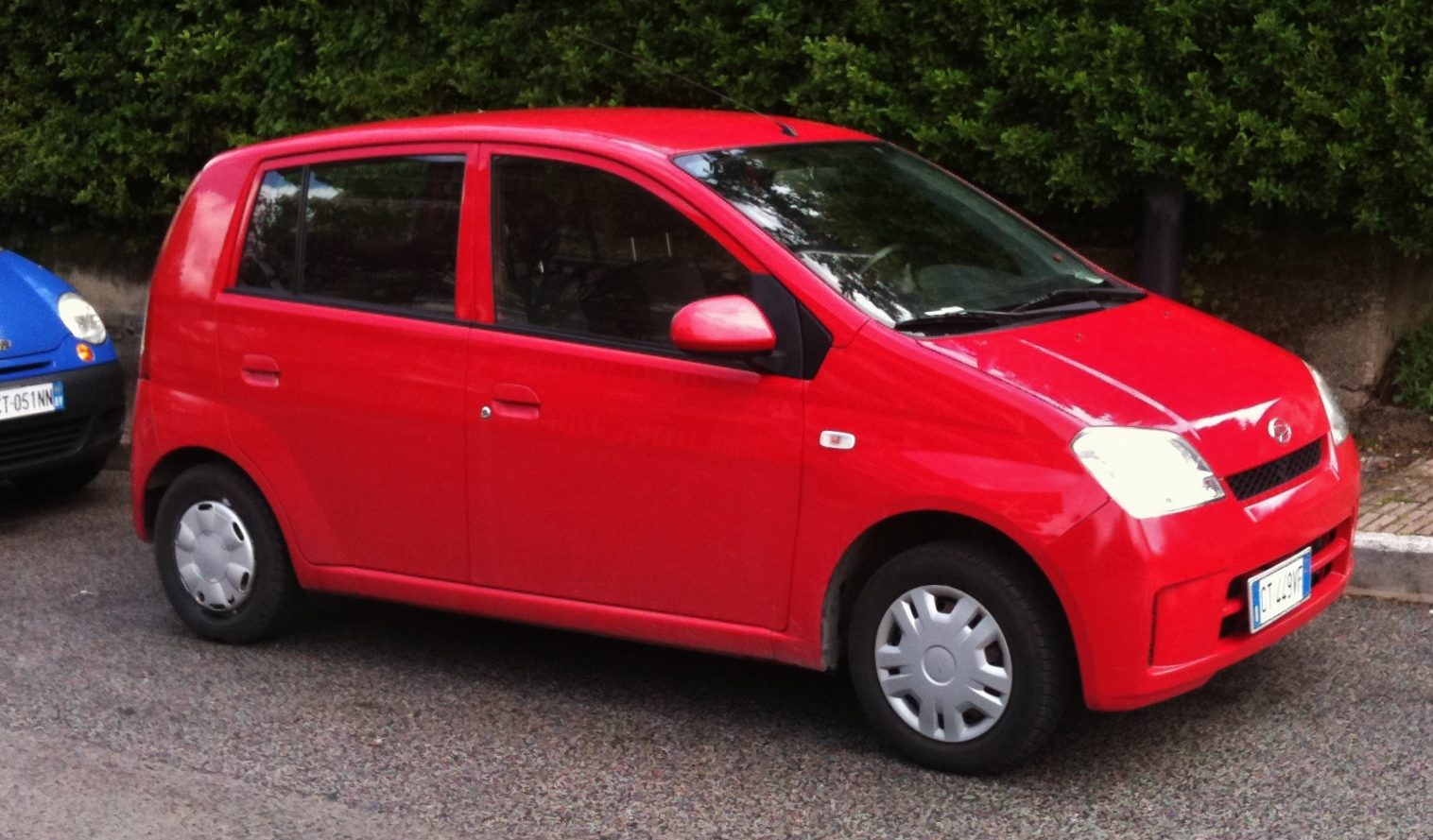
5ドア ユーロスペック
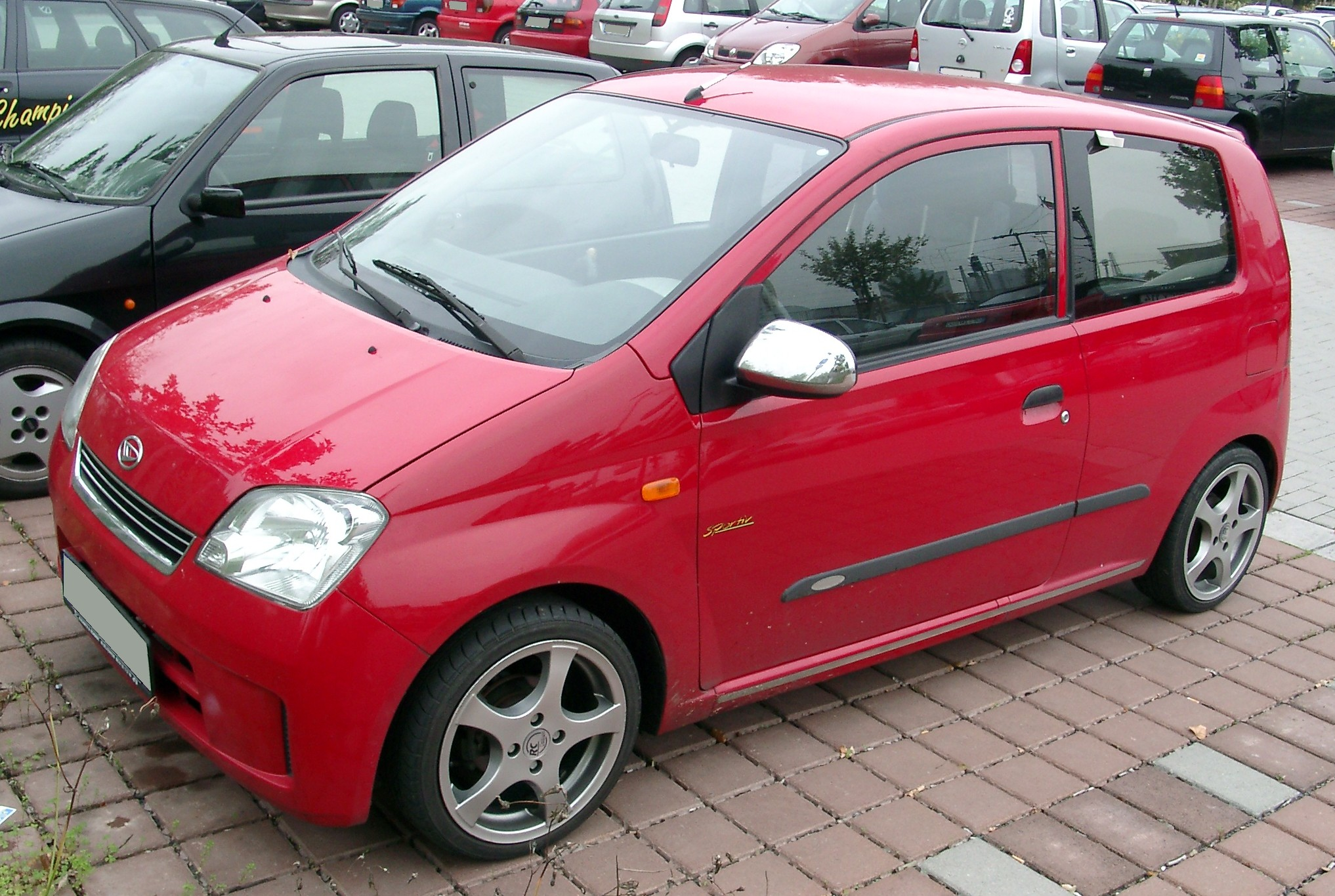
3ドア Sportiv（フロント）
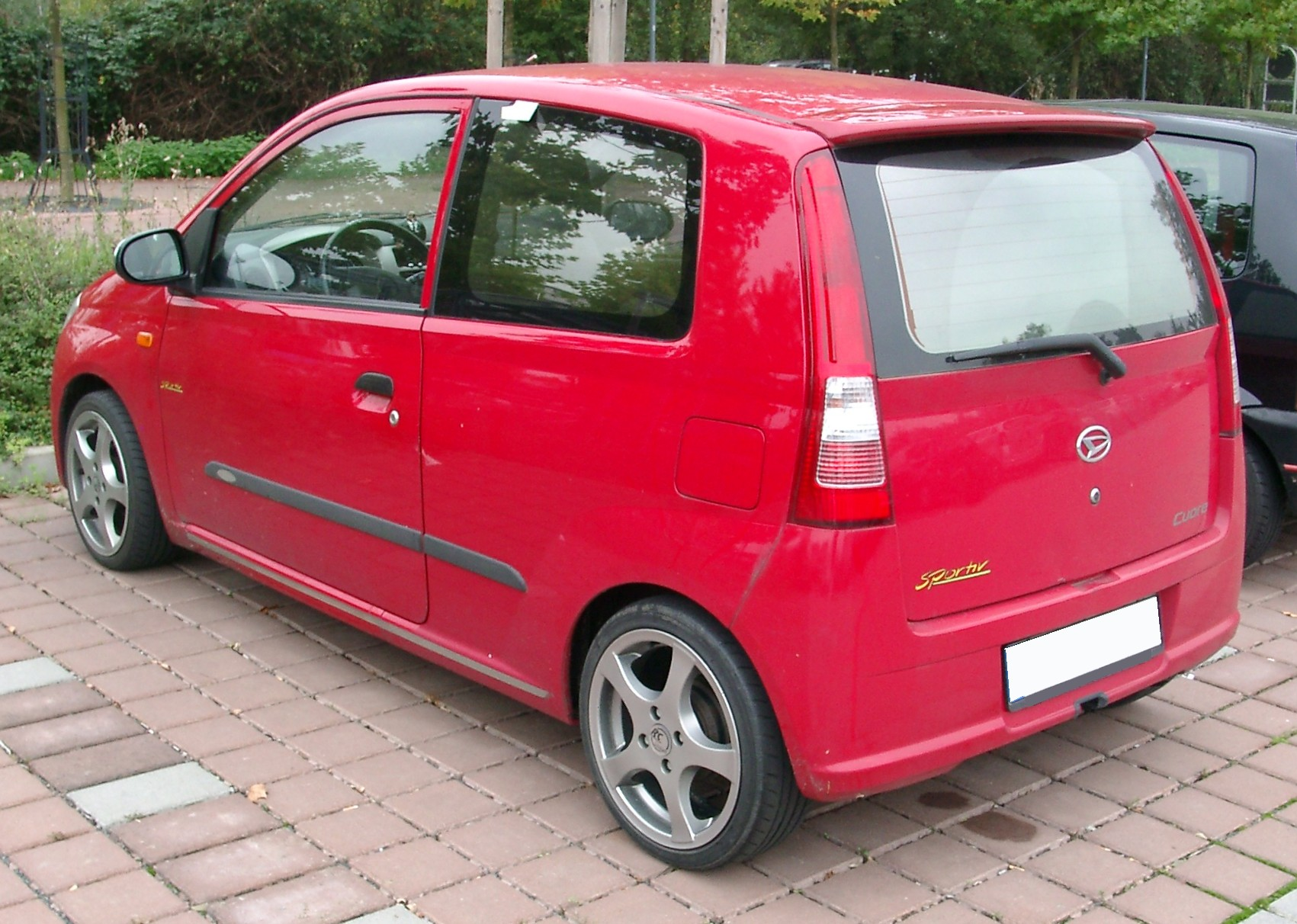
3ドア Sportiv（リア）

## 8代目 L276型（2007年 - 2013年）
7代目ミラの欧州向け輸出仕様。2013年1月末、ダイハツが欧州での販売から撤退したことにより、販売終了。「クオーレ」の名称は36年の歴史に幕を下ろした。

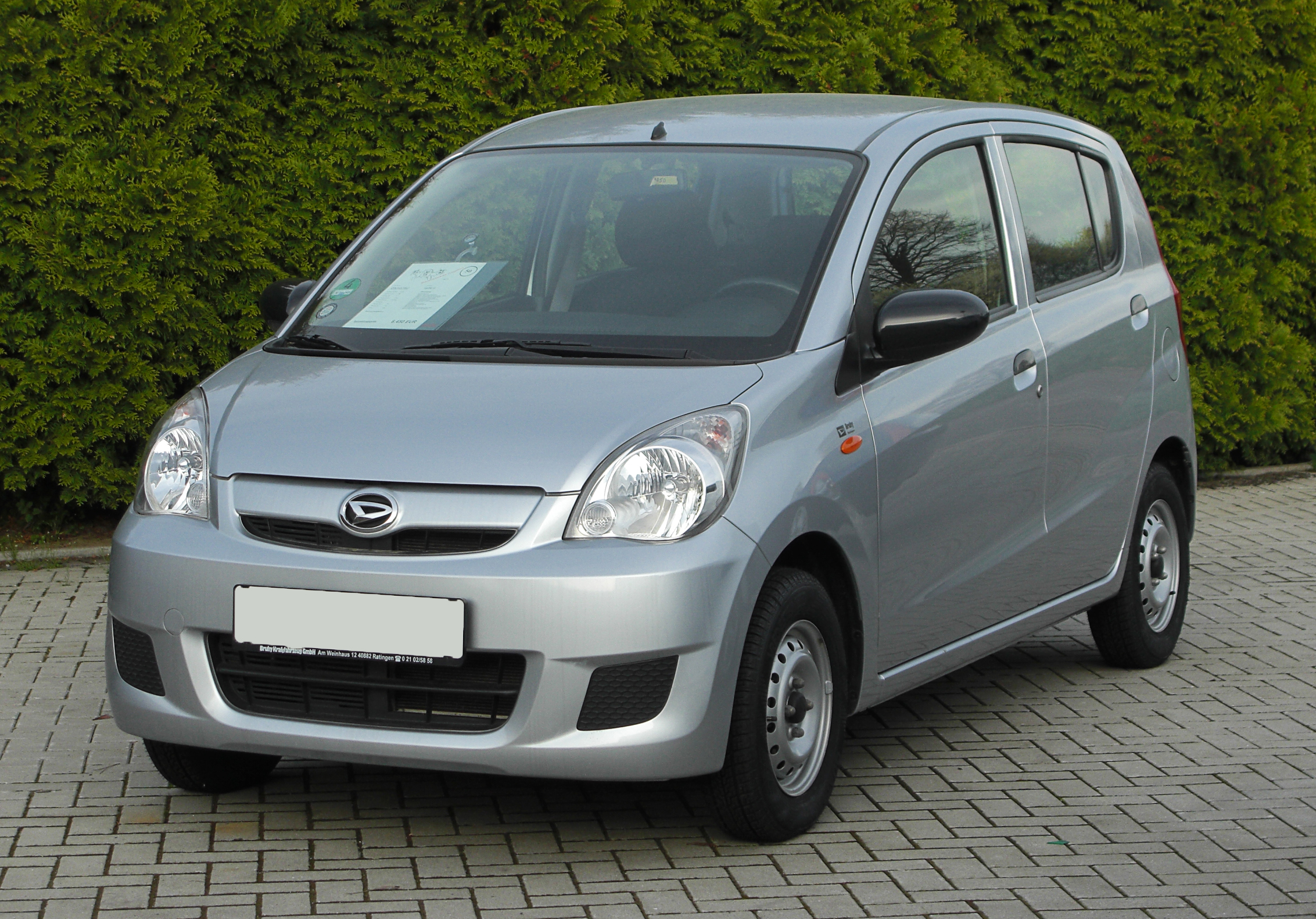
1.0（フロント）
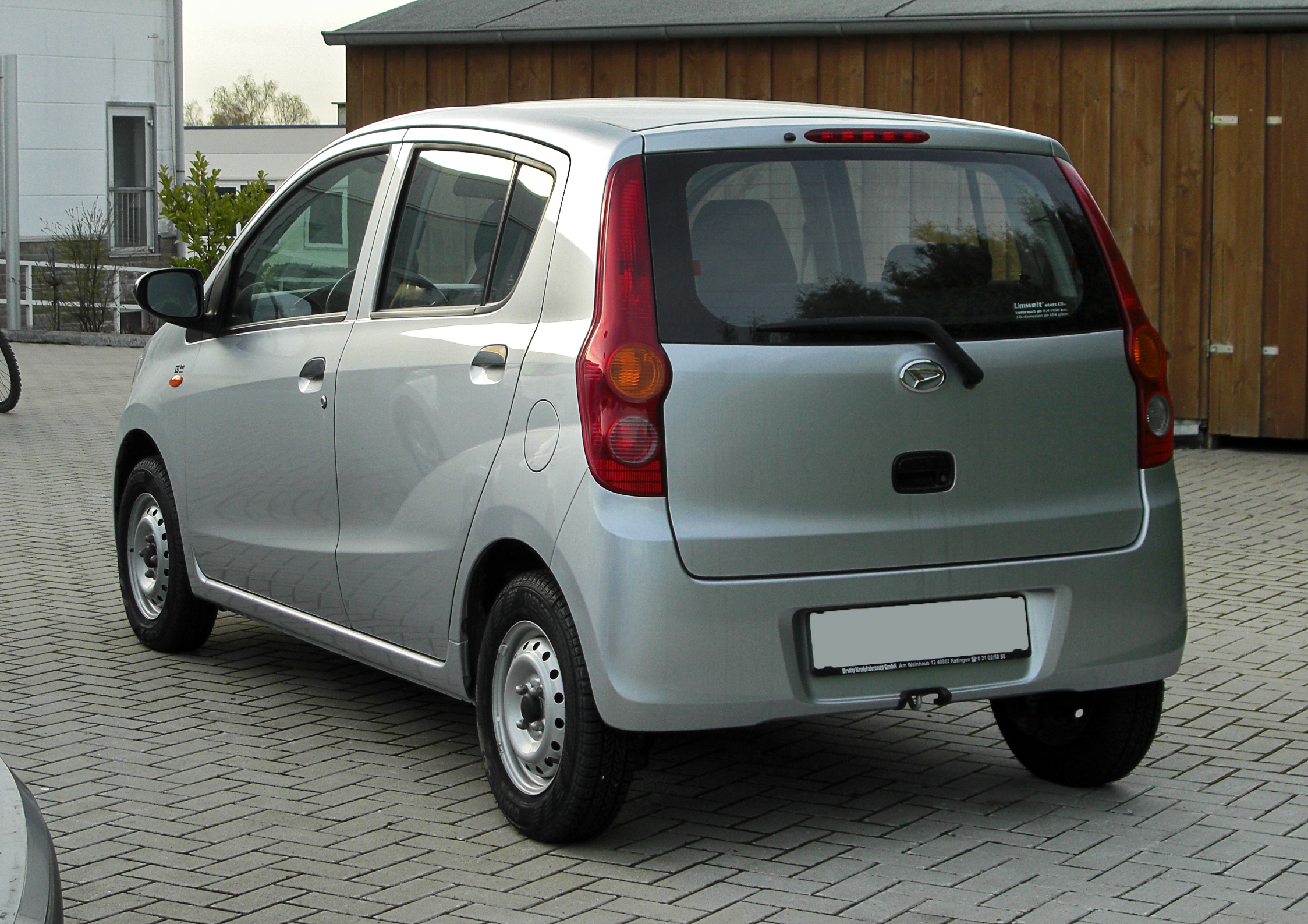
1.0（リア）

## 車名の由来
「CUORE」は、イタリア語で「心」「想い」を意味する。